# Vestmanna

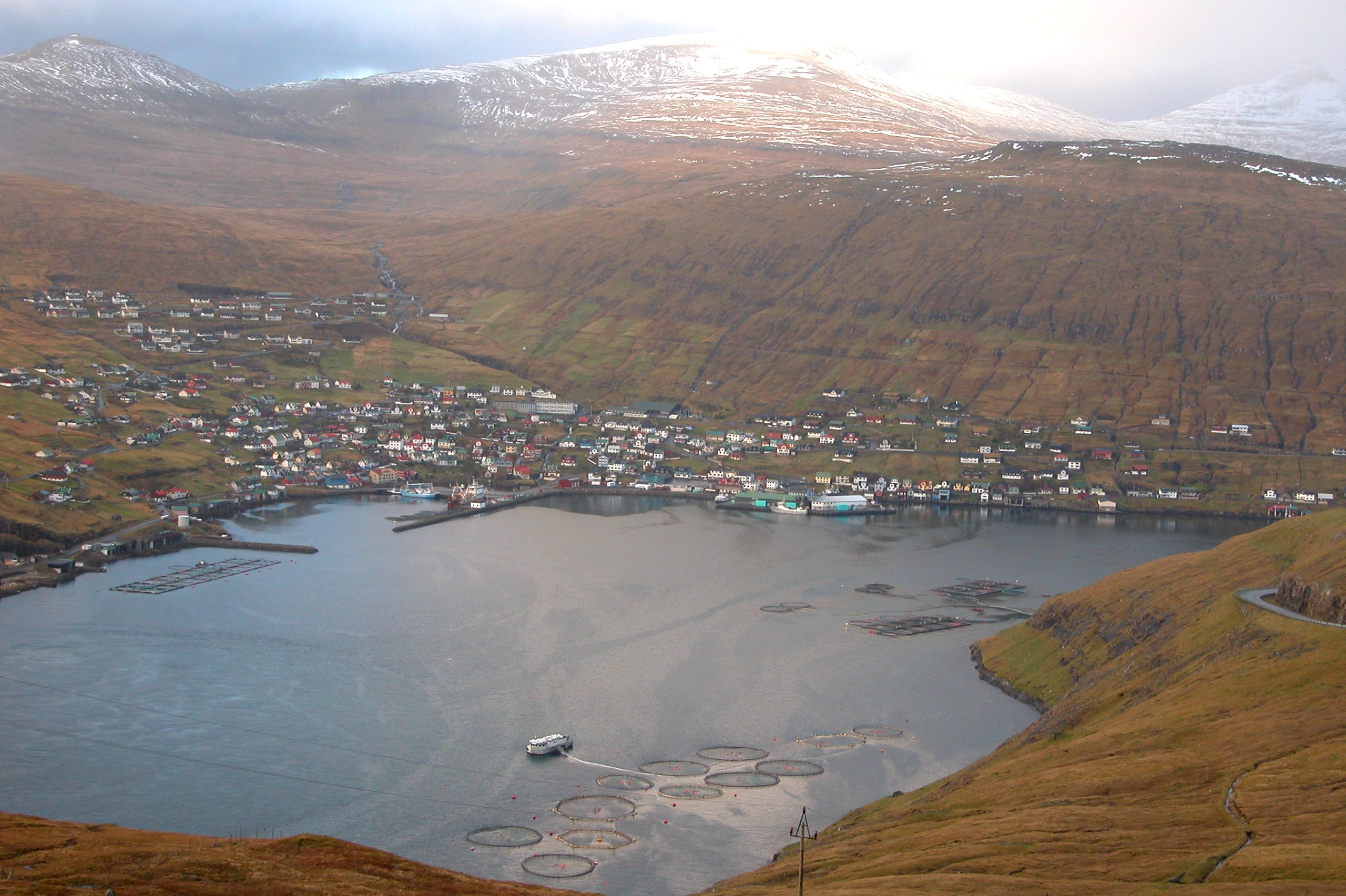
Blick auf Vestmanna mit seiner Bucht aus der Vogelperspektive

Vestmanna [ˈvɛstmanːa] (dänisch: Vestmannahavn, deutsche Bedeutung: „Westmänner(hafen)“) ist nach Tórshavn die zweitgrößte Stadt auf Streymoy, der Hauptinsel der Färöer. Anfang 2016 zählte Vestmanna 1209 Einwohner. Die gleichnamige färöische Kommune ist die siebtgrößte des Archipels. Die Postleitzahl von Vestmanna lautet FO-350.

## Namensherkunft
Der Name Vestmanna erscheint in schriftlichen Dokumenten erstmals um 1350 bis 1400 in der altnordischen Form „í Vestmannahøfn“. Der Name deutet darauf hin, dass der Ort von Siedlern bewohnt wurde, die aus dem Westen kamen, also Westmänner. Der Begriff Westmänner war in der Wikingerzeit nicht scharf definiert; es war eine allgemeine Bezeichnung für Leute aus westlich gelegenen Gegenden. Dabei konnte es sich um Iren handeln, die zuerst auf den Färöern gesiedelt haben sollen oder um diejenigen Wikinger, die bereits in Irland und Schottland siedelten und es dann in der zweiten Landnahmewelle Ende des 10. Jahrhunderts auf die Färöer zog.
Im Jarðarbókin von 1584 wird der Ort unter der dänischen Bezeichnung Vesmennde Haffnn aufgeführt.

## Geografie und Verkehr
Vestmanna liegt an der Westküste Streymoys und hat einen Seehafen, der als einer der optimalen Naturhäfen der Färöer angesehen wird. Wichtig war dort jahrzehntelang der Anleger der Autofähre nach Vágar.
Seit Dezember 2002 gibt es den gebührenpflichtigen Vágartunnel, der die Hauptinsel (und damit die Hauptstadt Tórshavn) von Leynar aus mit dem Flughafen auf Vágar verbindet. Die Fährverbindung wurde daher eingestellt.

## Wirtschaftsgeschichte

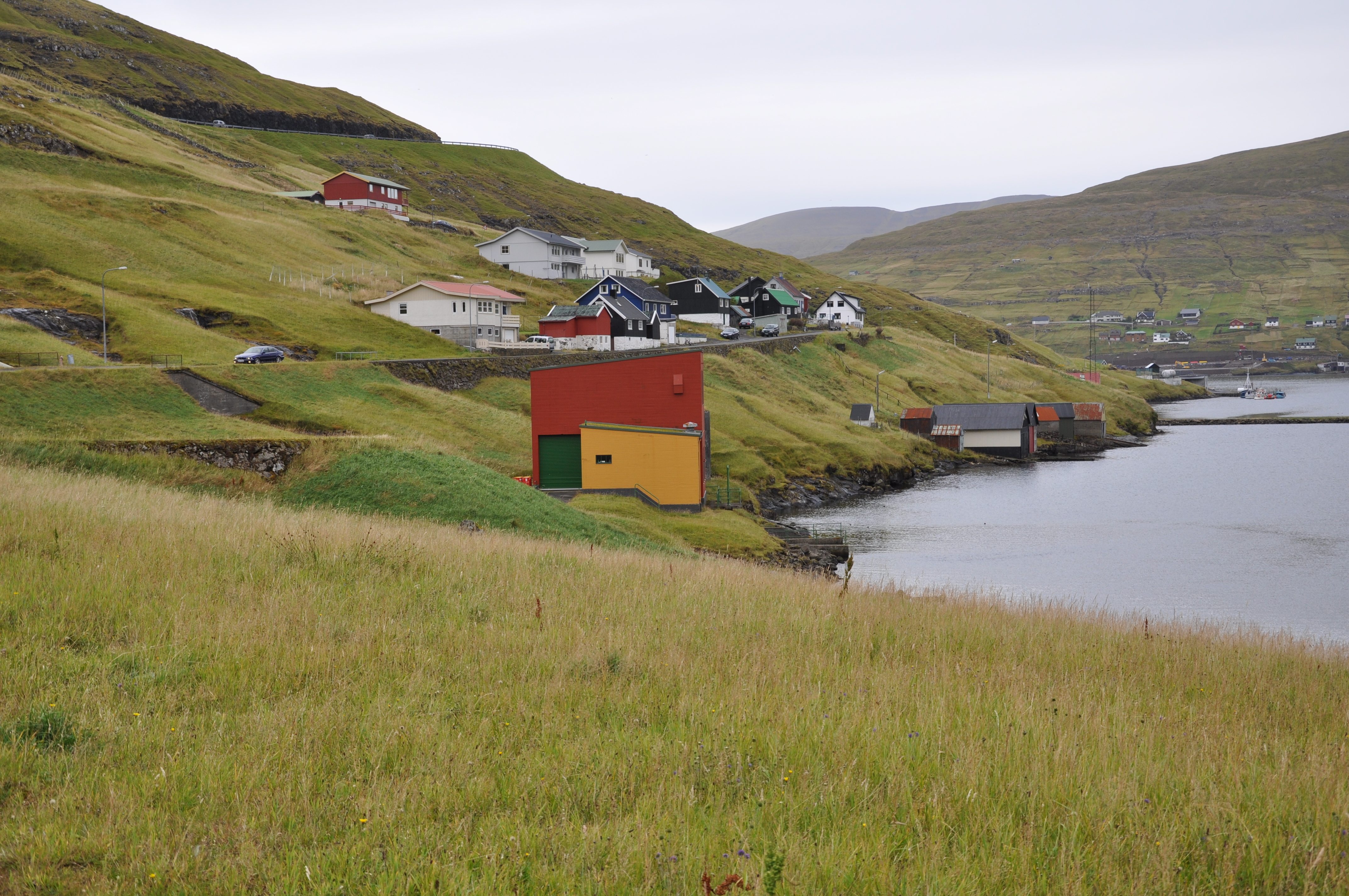
Kraftwerk Heygaverkid

Bedeutsam wurde Vestmanna 1839, als der Königlich Dänische Monopolhandel dort eine Filiale eröffnete, die den Norden von Streymoy und Vágar bedienen sollte. Die Waren wurden damals mit Ruderbooten oder zu Fuß über die Bergpfade weitertransportiert.
1897 wurde hier die Werft errichtet, die in erster Linie die Fischkutter reparieren sollte, die damals in Großbritannien eingekauft wurden. Heute gehört diese Werft zur Tórshavner Werft.
1950 wurde in Vestmanna das größte Wasserkraftwerk der Färöer gebaut. Hierzu wird das in den Bergen gestaute Wasser mit oberirdisch verlegten Rohren in die unten in Vestmanna befindlichen Turbinen befördert. Bis 1986 wurden 80 % der Wasserenergie der Färöer hier erzeugt.
1956 wurde die Filiale der Færø Amts Sparekasse eröffnet.
In Vestmanna gibt es insgesamt drei Kraftwerke mit vier Maschinen. Zwei Maschinen in Fossaverkid und je eine in Heygaverkid und Myraverkid. Die installierte Gesamtleistung beträgt etwa 13,7 MW.

## Tourismus und Sehenswürdigkeiten

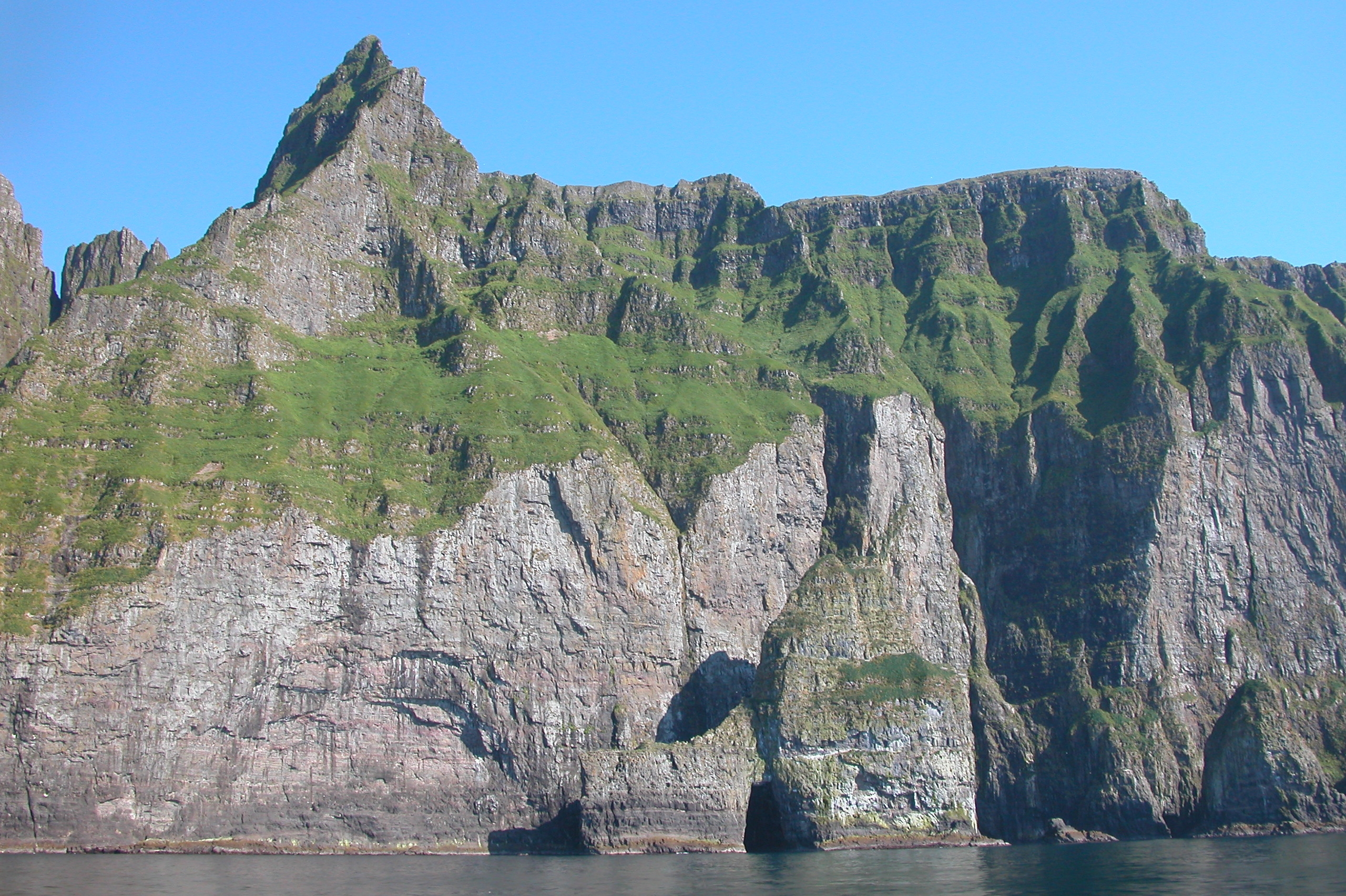
Die Vogelfelsen von Vestmanna

Von Vestmanna aus werden Bootstouren zu den Klippen an der Nordwestküste Streymoys organisiert, den sogenannten Vogelfelsen (Vestmannabjørgini), die im Juni und Juli von Millionen Brutvögeln bevölkert werden. Neben den Klippen findet sich an dieser Felsküste eine Vielzahl von natürlichen Grotten, in die auch hinein gefahren werden kann, wenn es der Wellengang zulässt. Auch Angeltouren werden angeboten.
In einer kleinen Grünanlage im Süden des Ortes ist die 2,2 m hohe Bronzestatue Útróðrarmaðurin zu sehen, die 1961 von Janus Kamban geschaffen wurde. Von ihm stammt auch das 1,2 × 1,4 m große Relief Móðurmálið aus Basalt an der Schule.
Die Kirche von Vestmanna wurde 1895 von Petur í Mattalá (1850–1928) erbaut. 2005 wurde sie erweitert. Das Altarbild wurde von Astrid Andreasen erschaffen und zeigt den Lebensbaum.
Von Vestmanna führt ein anspruchsvoller historischer Wanderweg über die Berge nach Saksun (18 km). In Vestmanna selbst wurden an der Mündung des Baches Gjógvará im Ortskern spärliche Reste von Gebäuden aus der Wikingerzeit entdeckt. Man sieht aber an der Stelle keine Ausgrabungen, es gibt auch keine Hinweistafel. Im Nordteil des Ortes wurde am gleichen Bach ein kleiner Park mit Spazierwegen und Bänken angelegt, in dem zur Begrenzung einiger Wege Walrippen verwendet wurden.

Bilder aus Vestmanna
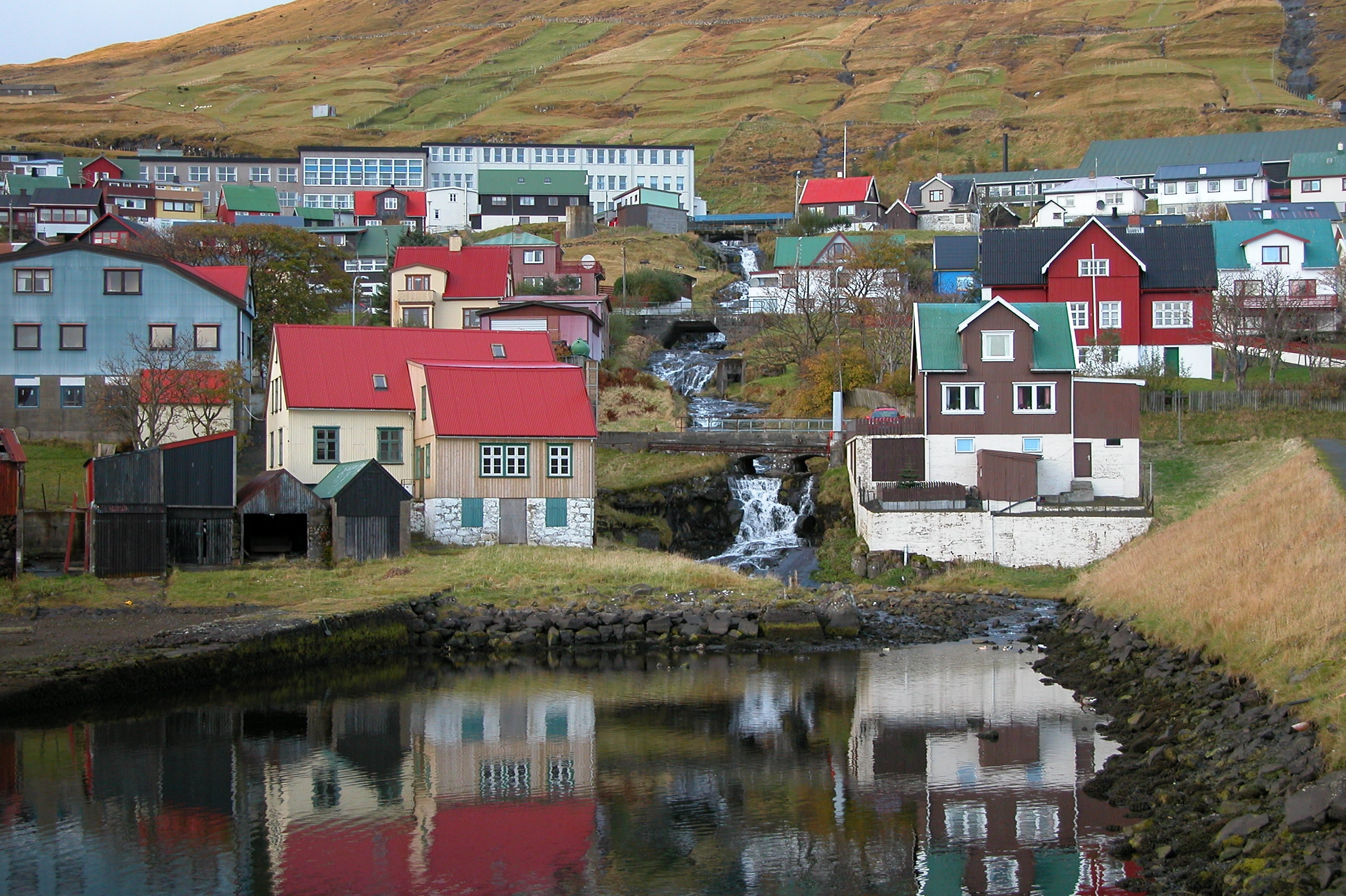
Das Bachbett und die Mündung vom Gjógvará im Ortskern.
Bronzestatue Útróðrarmaðurin (1961) von Janus Kamban.
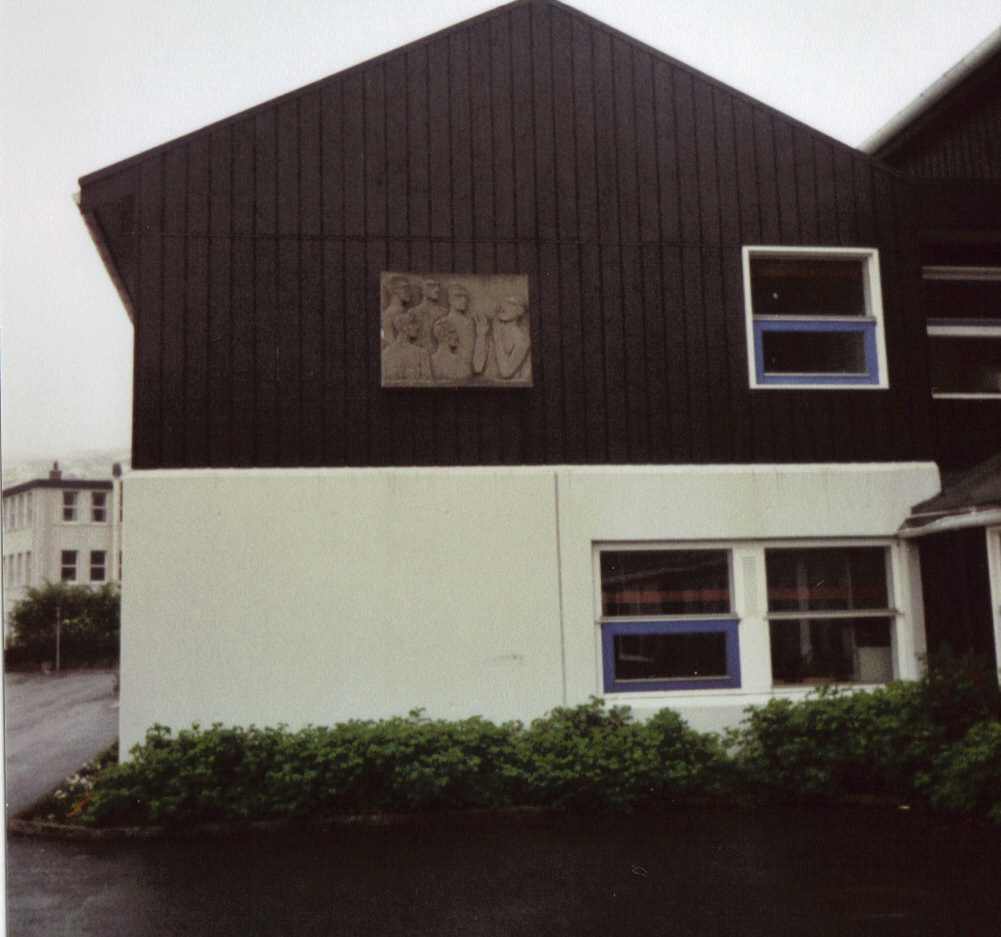
Relief Móðurmálið von Janus Kamban an der Schule in Vestmanna
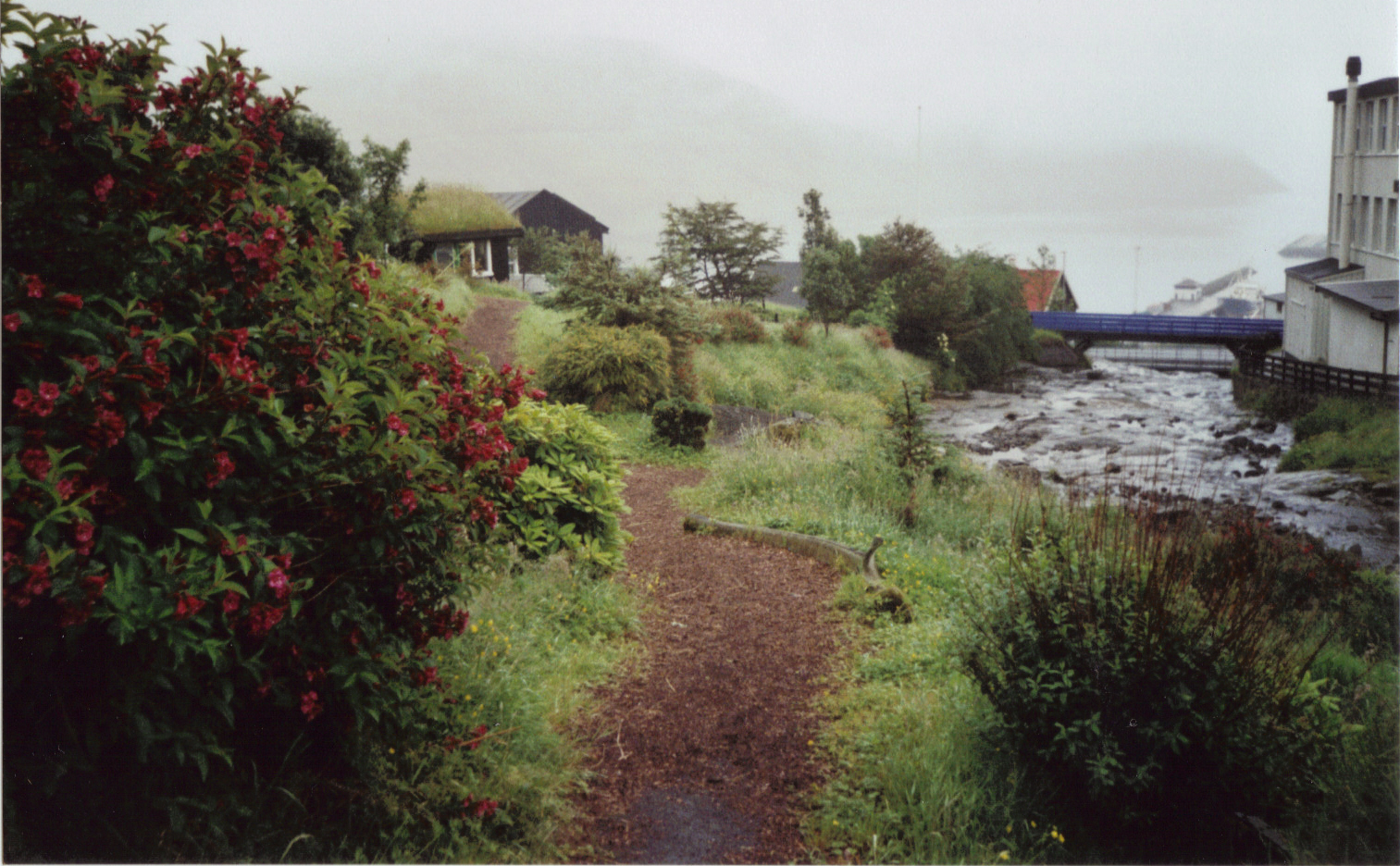
Parkanlage in Vestmanna. In der Mitte am Weg rechts eine Walrippe als Wegbegrenzung. Rechts im Bild fließt der Bach Gjógvará.
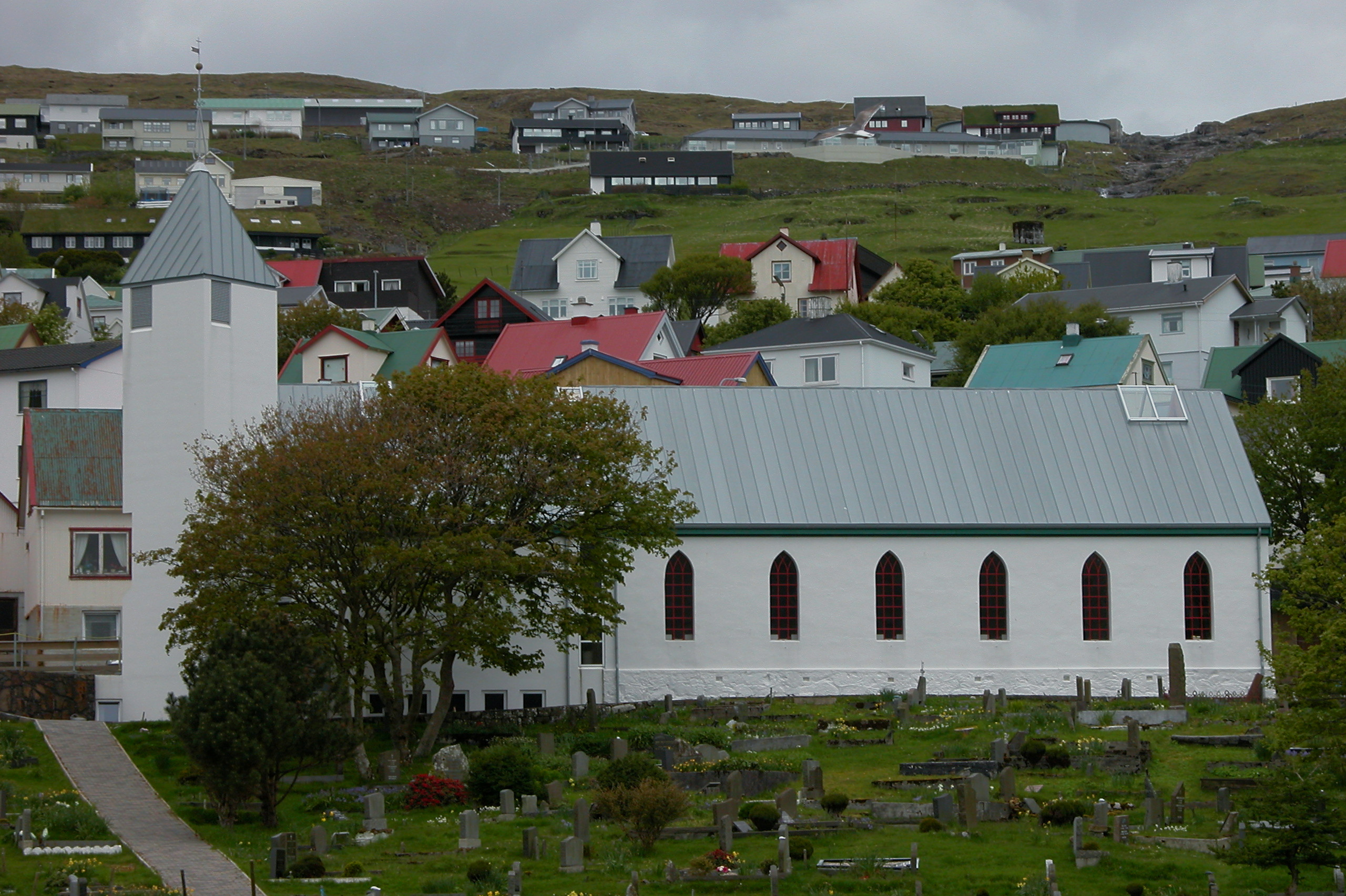
Kirche von Vestmanna

## Persönlichkeiten
- Jógvan Durhuus (* 1938), färöischer Politiker
- Marianna Debes Dahl (* 1947), färöische Schriftstellerin[9]
- Astrid Andreasen (* 1948), färöische Textil- und Zeichenkünstlerin
- Bárður Nielsen (* 1972), färöischer Politiker, Vorsitzender des Sambandsflokkurin